# Vives (volleybal)
VIVES is de enige volleybalvereniging in IJsselstein  Met ruim 450 leden is de vereniging een van grootste in de regio. Bij VIVES wordt op verschillende niveaus gespeeld: Van Topdivisie-competitie tot recreanten poule D. De thuiswedstrijden vinden plaats in de IJsselhal en de trainingen in De IJsselhal, Zenderpark en Poortdijk. VIVES is een afkorting en staat voor Volleybal In Vriendschap En Samenwerking.
Het eerste damesteam speelt in de 1e divisie en het eerste herenteam komt uit in de topdivisie.

## Resultaten

### Competitie Heren 1
| 11 |

| 1 |

| 12 |

| 7 |

| 5 |

| 2 |

| 1 |

| 2 |

| 9 |

| 10 |

| 12 |

| 3 |

| 4 |

| 5 |

| 1 |

| 1 |

| 8 |

| 12 |

| 5 |

| 1 |

| 6 |

| 11 |

| 4 |

| 3 |

| 1 |

| 2 |

| 4 |

| 8 |

| 6 |

| - |

| 1 |

| 3 |

| Topdivisie (nationaal) | Eerste divisie (nationaal) | Tweede divisie (nationaal) | Derde divisie (regio west) | Promotieklasse (regio west) | Eerste klasse (regio west) | Tweede klasse (regio west) |